# Zaur Kabałojew
Zaur Jermakowicz Kabałojew (ros. Заур Ермакович Кабалоев; 2 czerwca 1992) – rosyjski, a od 2021 roku włoski zapaśnik walczący w stylu klasycznym. Zajął jedenaste miejsce na mistrzostwach świata w 2021 roku. 
Brązowy medalista mistrzostw Europy w 2018. Mistrz igrzysk europejskich w 2019. Drugi w Pucharze Świata w 2015 i 2016. Drugi na ME U-23 w 2015. Mistrz świata juniorów z 2012. Mistrz Rosji w 2017 i 2018, a drugi 2014 i 2019 roku.